# Made-to-measure
Made-to-Measure (viết tắt là MTM) là một phân loại sản xuất com lê hoặc veston, thường được hiểu là cấp độ trung gian giữa đặt may riêng (bespoke) và quần áo may sẵn, trong đó khối mẫu tiêu chuẩn được điều chỉnh cho phù hợp với khách hàng theo các phép đo riêng lẻ dựa trên những mẫu cắt và dựng có sẵn.
Hàng may đo sẵn thường cung cấp ít cơ hội để tùy chỉnh may đo quần áo so với bespoke hơn, nhưng đáp ứng xu hướng tiết kiệm được chi phí, rẻ hơn trong việc sử dụng ít vải.
Ở Ý, khái niệm về made-to-measure được gọi là Su Misura.

## Tổng quan
Made-to-Measure (MTM) được các nhà may định nghĩa và thực hiện theo nhiều cách khác nhau. Thuật ngữ rất phổ biến với hàng may mặc, không phải giày dép, và hầu hết khi người tiêu dùng đề cập đến com lê hoặc veston đặt may, thì nó có khả năng được sản xuất từ quy trình MTM.
Điều mà MTM gần như luôn luôn có nghĩa là sản xuất tại Châu Á, nó có sẵn ở hầu hết các thị trường lớn. Dù những người thợ may Anh, Ý và Mỹ vẫn tiếp tục đạt được vinh quang thủ công nào đi chăng nữa, thì số lượng của họ vẫn kém hơn so với hàng triệu công nhân châu Á, những người đã biến ngành may mặc trở thành động cơ chính của nền kinh tế cường quốc của họ.
Tất cả những điều này không có nghĩa là không có sự thay đổi đáng kể về chất lượng của quần áo sản xuất tại châu Á. Đặc biệt là đối với những mặt hàng may mặc phức tạp và tinh tế như quần áo nam giới được thiết kế riêng, các nhà may mặc cá nhân buộc phải nhấn mạnh rằng các nhà máy ở châu Á của họ duy trì các yếu tố thiết kế và tiêu chuẩn sản xuất xác định thương hiệu của họ.

## Quy trình Made-to-measure

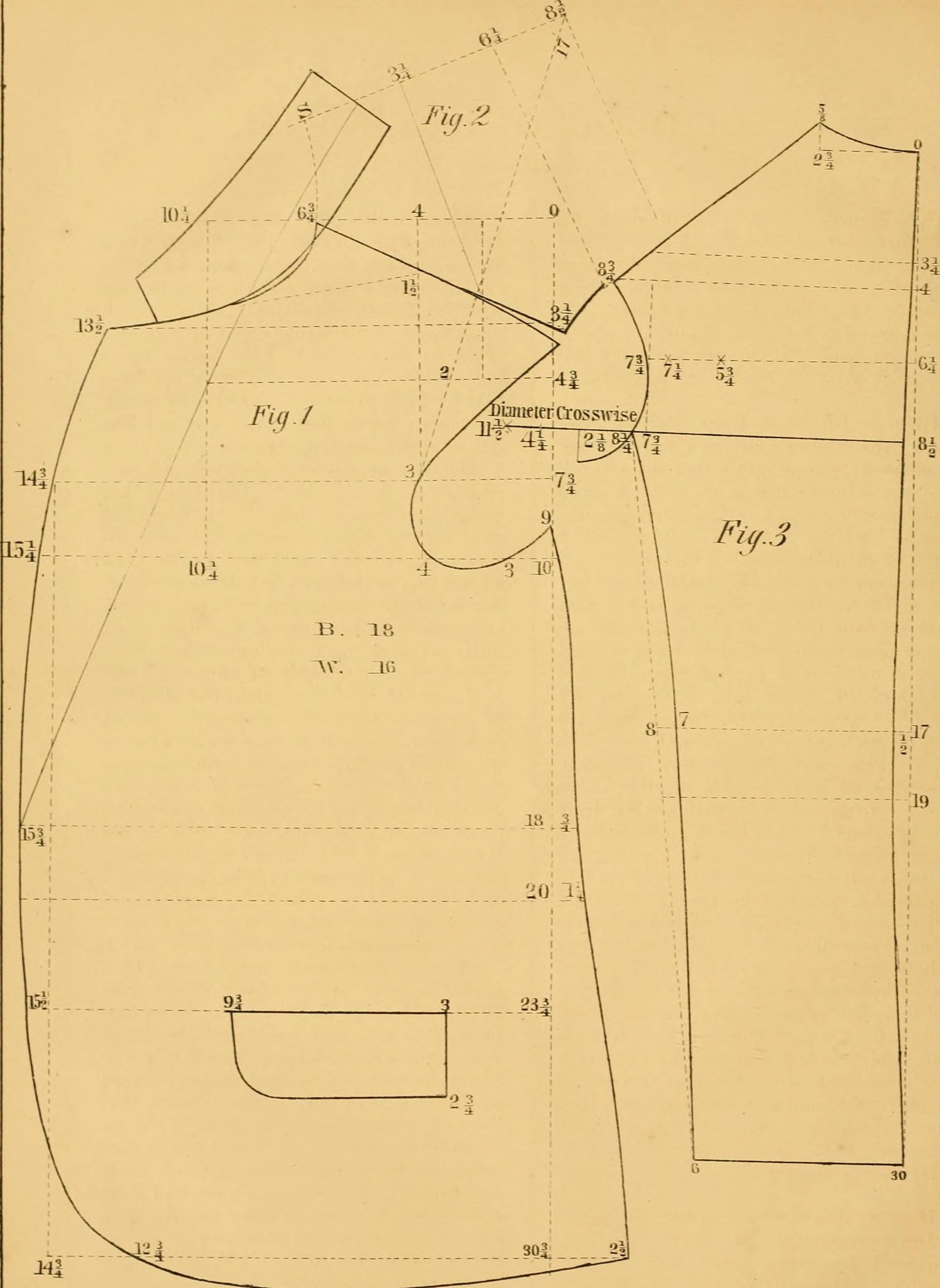
Các mẫu cắt dựng sẵn cho dịch vụ may đo made-to-measure.

Để đặt hàng MTM, các số đo của khách hàng trước tiên sẽ được thực hiện bởi một thợ may. Sau đó,  thợ may có những mẫu phù hợp với kích thước hoàn hảo cho bộ quần áo, một mẫu cơ sở được chọn tương ứng gần nhất với các phép đo của khách hàng. Đúng hơn, nó đề cập đến một mô hình giấy được vẽ lên để đại diện cho các phần khác nhau của một bộ com lê.
Mẫu cơ sở này được thay đổi để phù hợp với số đo của khách hàng. Đây là lý do tại sao các cửa hàng MTM có trang phục mặc thử, vì điều này cho phép nhân viên biết mẫu khối nào gần đúng với số đo của khách hàng nhất.

## So sánh
Về cơ bản, MTM là một bước tiến so với trang phục may sẵn. Nó có mức giá phải chăng đối với hầu hết mọi người và giải quyết được một số vấn đề phổ biến về độ thích hợp mà người mua có thể gặp phải với hàng may mặc ngoài giá.
Lợi ích chính đối với MTM là quần áo sẽ được may vừa vặn với cơ thể của khách hàng và khách hàng có thể có cơ hội tùy chỉnh loại vải, chi tiết, chiều dài tay áo, tùy chỉnh tư thế nhỏ, chiều dài áo khoác, v.v.. Nhược điểm chính là khách hàng phải đợi đến vài tuần để trang phục được may hoàn thành và giao hàng. Mức tăng giá điển hình cho một mặt hàng thời trang bespoke đắt hơn 15% so với giá của mặt hàng may đo sẵn.
Để sản xuất được một bộ quần áo may đo MTM sẽ mất nhiều thời gian hơn một bộ quần áo may sẵn (RTW), nhưng lại không bằng thời gian dài như bộ quần áo đặt may riêng (bespoke). Không giống như Bespoke là theo truyền thống khâu tay, các nhà sản xuất hoặc thợ may sử dụng MTM cho cả may bằng máy và may bằng tay. Sản xuất theo MTM cũng yêu cầu ít phụ kiện hơn so với bespoke, dẫn đến thời gian chờ đợi giữa khách hàng và giao hàng ngắn hơn.
- Ưu điểm
  - Sự vừa vặn về cơ thể hơn so với RTW
  - Khách hàng chọn vải và các chi tiết thẩm mỹ
  - Thời gian sản xuất nhanh hơn so với Bespoke
  - Ít tốn kém so với Bespoke, cũng không đắt hơn nhiều so với RTW
- Nhược điểm
  - Thời gian lâu hơn quần áo may sẵn
  - Không cung cấp nhiều lựa chọn chất lượng như Bespoke
  - Chi phí đắt hơn RTW, chất lượng không nhất thiết phải vượt trội

## Chi phí
Các công ty may mặt thường có giá cả, khuyến mại và bán hàng giống như các cửa hàng truyền thống vẫn làm. Ngày nay, giá bộ quần áo may đo MTM dao động từ 350 đến 1500 đô la.